# Arimaz
Arimaz (grč. Αριμάζης; Arimazes) je bio visoki perzijski dužnosnik (vjerojatno satrap) koji je i nakon pada Perzijskog Carstva pred makedonskim osvajanjem 328. pr. Kr. držao pod kontrolom tzv. „Sogdijansku stijenu“, tvrđavu u istoimenoj pokrajini. Arimaz je u početku odbijao predati utvrdu Aleksandru Makedonskom, no kasnije je ipak predana u njegove ruke. Ovdje je Aleksandar upoznao Oksijartovu kćer Roksanu s kojom se nedugo kasnije oženio. Povjesničar Kvint Kurcije Ruf spominje kako je Aleksandar dao razapeti Arimaza, dok se takav postupak ne spominje u Arijanovim djelima.

## Poveznice
- Sogdijana
- Aleksandar Makedonski

## Vanjske poveznice
- Arimaz (Arimazes), AncientLibrary.com  Arhivirana inačica izvorne stranice od 31. prosinca 2005. (Wayback Machine)
- Marshall Monroe Kirkman: The Romance of Alexander and Roxana, izdavač: Fredonia Books, 2003., XXIII. poglavlje, str. 332.
- William Woodthorpe Tarn: „Aleksandar Veliki“ (Alexander the Great), izdavač: Cambridge University Press, 1948., 2. svezak, str. 96.